# A Batalha do Passinho

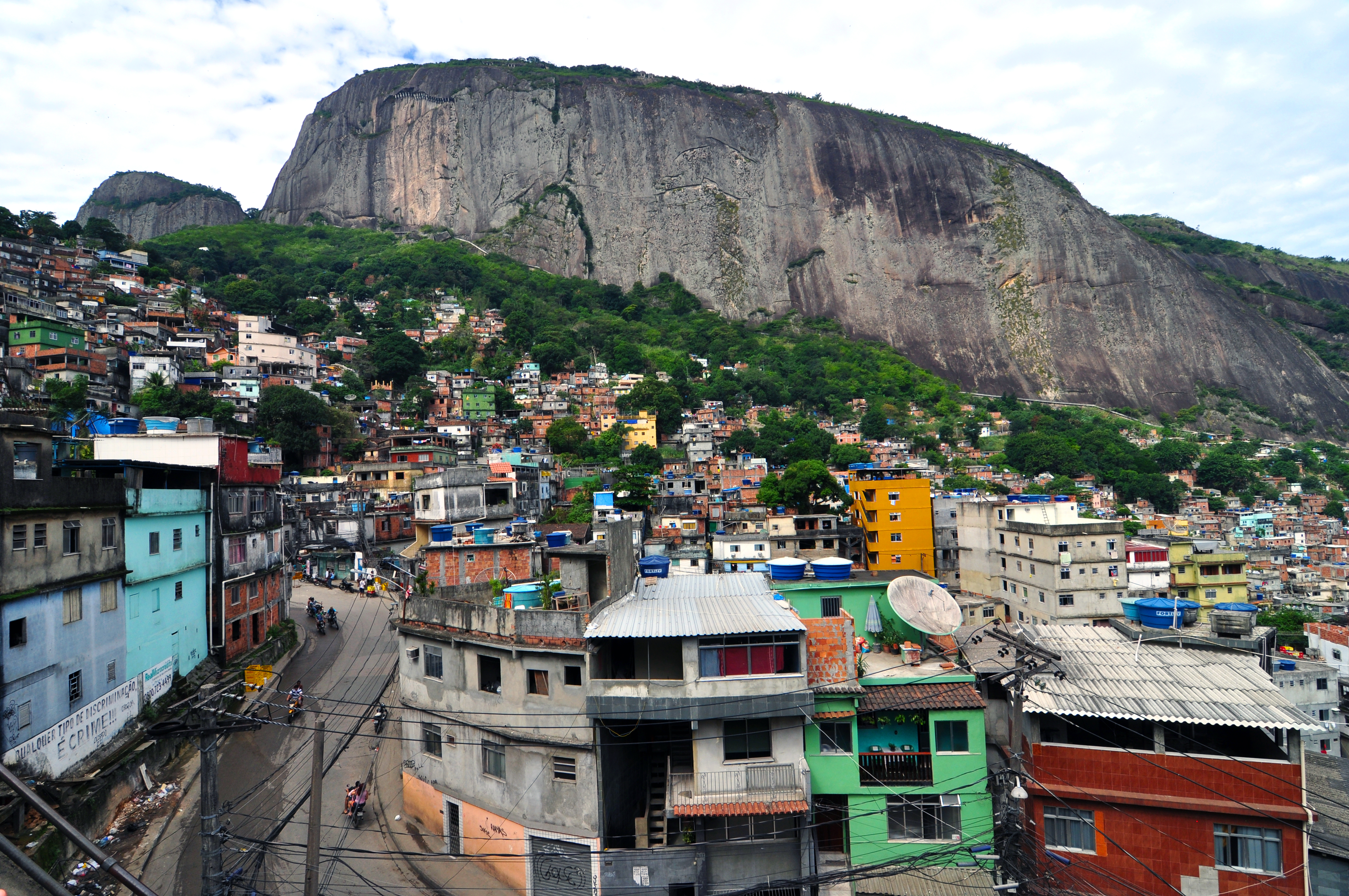
Barrio donde nació el baile carioca.

A Batalha do Passinho (en español: "La batalla del baile") es un documental brasileño de 2012 dirigida por Emílio Domingos. La película está protagonizada por un tipo de baile denominado "passinho", derivación del funk carioca y que se convirtió en una sensación viral de Internet tras la publicación de un vídeo en YouTube.

## Argumento
El estilo de baile, desarrollado en el favelas de Río de Janeiro, es conocido como passinho y evolucionó del funk carioca. Después de un vídeo viral de un grupo de amigos en una barbacoa, Passinho Foda, recibió cuatro millones de visitas en YouTube. Ello provocó que bailarines de otras comunidades empezasen a subir sus clips caseros propios, y el baile rápidamente se extendiera por todo el Río de Janeiro. El documental muestra a los bailarines y el fenómeno expandiéndose más allá de los bailes, los barrios bajos y los DJs.